# Turanid ras

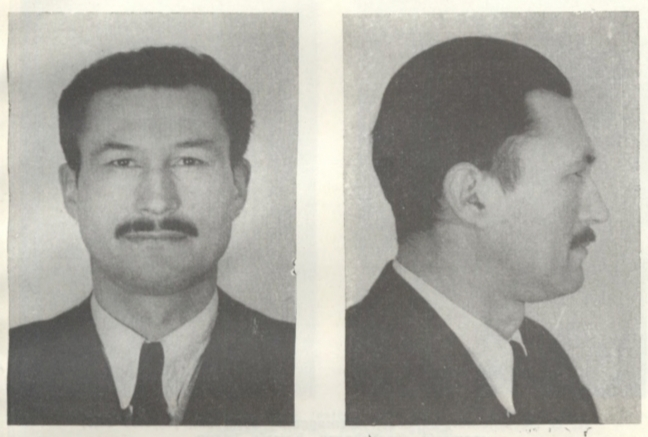
En ungrare som ansågs höra till den turanida rasen.

Turanider var enligt den gamla rasbiologin en gren inom den kaukasoida eller vita rasen. Tillsammans med den orientaliska rasen var den i vissa sammanhang även en undergrupp inom den semitiska gruppen. Benämningen anses numer föråldrad och används ej då den kan uppfattas som rasistisk, och de anatomiska skillnaderna mellan etniska grupper är så små och otydliga att de inte kan betraktas som skilda raser. Därför bör benämningen idag ses som en social, ideologisk eller kulturell konstruktion.
Turanider skulle främst förekommit i Centralasien, (eller Turan).

## Karakteristika
Turanider ansågs karakteriseras av svart hår och mörka ögon. Huden ansågs vara relativt ljus. Turaniderna ansågs vara en blandning mellan Kaukasoider och Mongolider.
Detta har idag förkastats och kan uppfattas som rasistisk eftersom det grundar sig på rasbiologi, som idag anses vara pseudovetenskap. Modern forskning anser att människan är en genetiskt homogen art och att inga skarpa rasgränser existerar mellan olika folkgrupper, då det alltid förekommer undantag inom de påstådda grupperna. 